# Ressaix
Ressaix (en wallon R'sé) est une section de la ville belge de Binche située en Région wallonne dans la province de Hainaut. Les habitants de Ressaix sont nommés « Les Papillons »[réf. souhaitée]. C'était une commune à part entière avant la fusion des communes de 1977.

## Évolution démographique
- Sources : INS, Rem. : 1831 jusqu'en 1970 = recensements, 1976 = nombre d'habitants au 31 décembre.

## Histoire
Au début du siècle, Ressaix était très florissante à la suite de sa forte activité de charbonnages exploités par la Société du Centre reprise ensuite par Evence Coppée. Les charbonnages ont fermé vers 1973 mais leur Fanfare continua.

## Héraldique
|  | Blasonnement : De sinople à la fasce d'hermines, qui est d'Ongnies ; chargé en abîme d'un écusson d'argent à trois jumelles de gueules qui est de Rubempré ; cet écusson surchargé lui-même en abîme d'un écusson écartelé au 1 d'argent à trois fasces de gueules, qui est de Croy au 4, d'argent à trois doloires de gueules, les deux du chef adossées qui est de Renty ; au 2, losangé d'or et de gueules, qui est de Craon ; et au 3, d'or au lion de sable, armé et lampassé de gueules, qui est de Flandre. - Arrêté royal : 15 octobre 1912 |

## Patrimoine et culture

### Sites et monuments
Les lieux intéressants de Ressaix sont le Château de la Hutte, la cité Noël Lustre, cité ouvrière dite de corons, l'église Saint-Étienne et le monument commémorant la Première Guerre mondiale.
- Eglise Saint-Etienne. Datée de 1775, petit édifice en briques et calcaire e composée d'une nef[2]. Un projet d'agrandissement de l'église ne fut pas réalisée et un second projet de construction d'une nouvelle église vit le jour dans les années 1960, elle devait être bâtie à la rue du Mazy, mais le projet à dû être aussi abandonné[3].
- Ancien château de la Hutte. En partie restauré et reconstruit par le Baron Evence Coppé en 1920 et 1921 en apparence Louis XIV, mais le corps principal, l'aile sud et les deux tourelles conservent un gros œuvre du XVIIIe siècle[4].

## Galerie

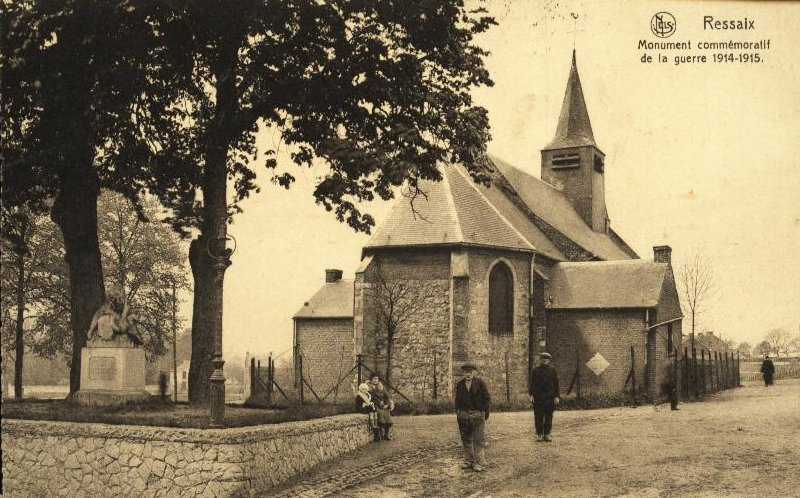
Ancienne carte postale montrant le monument commémoratif de la Grande Guerre.
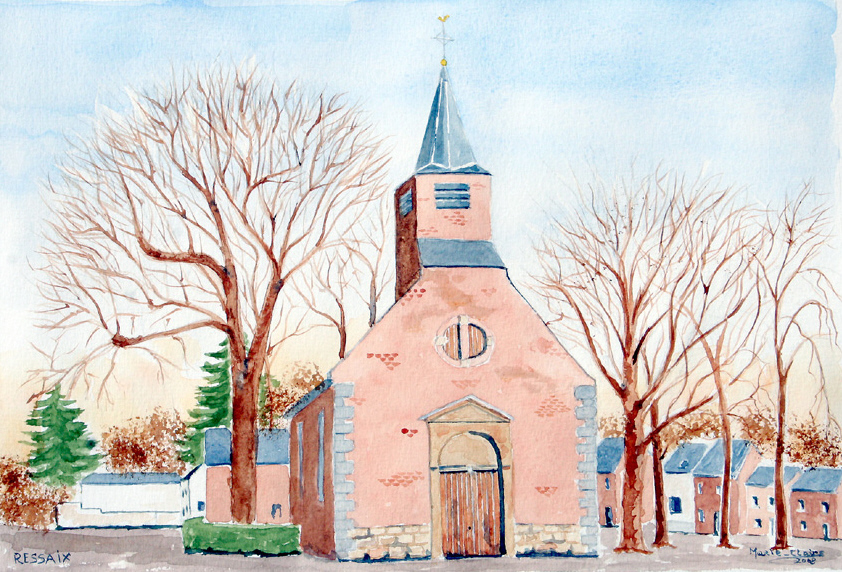
Peinture à l'aquarelle représentant l'église Saint-Étienne.
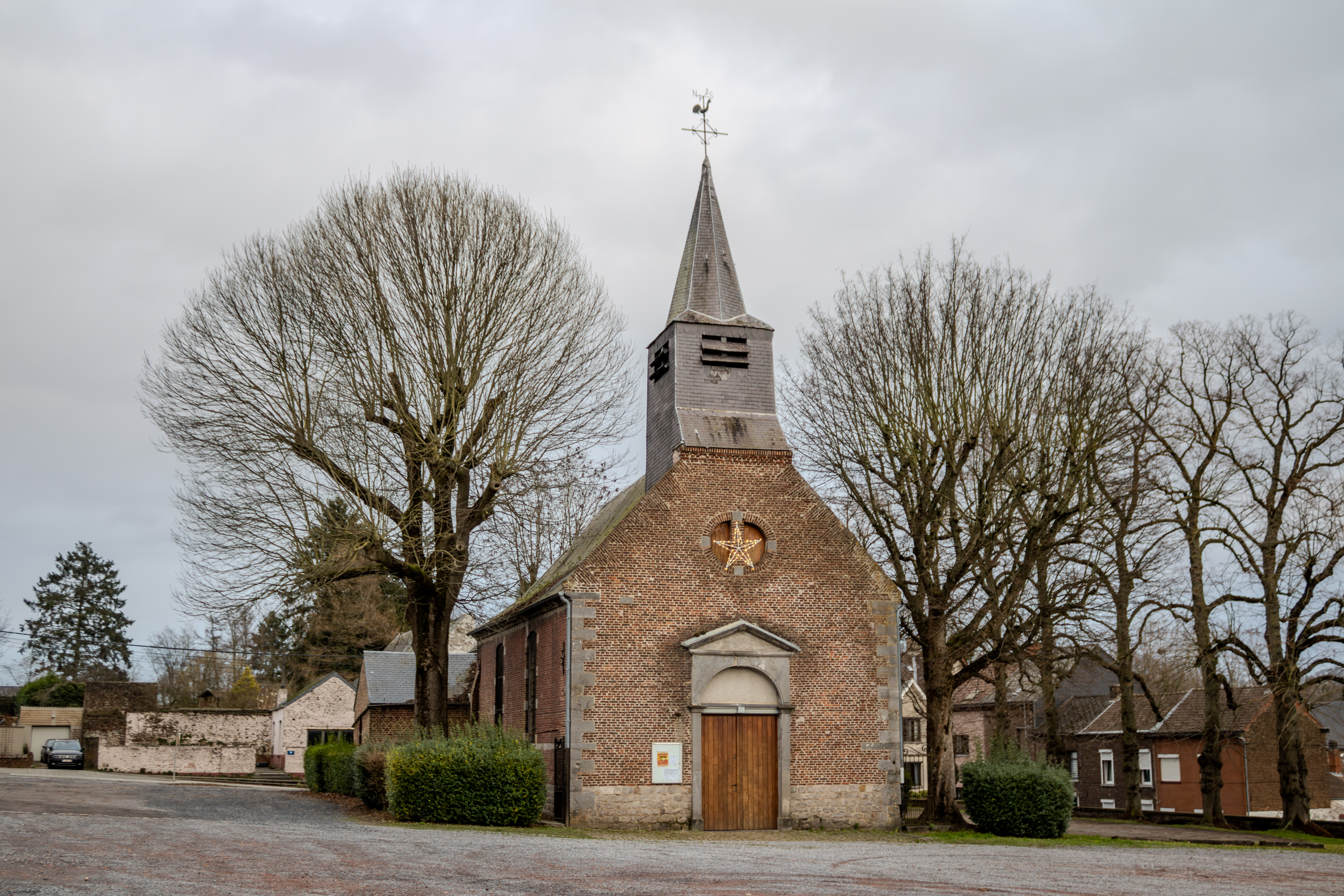
L'église Saint-Étienne.
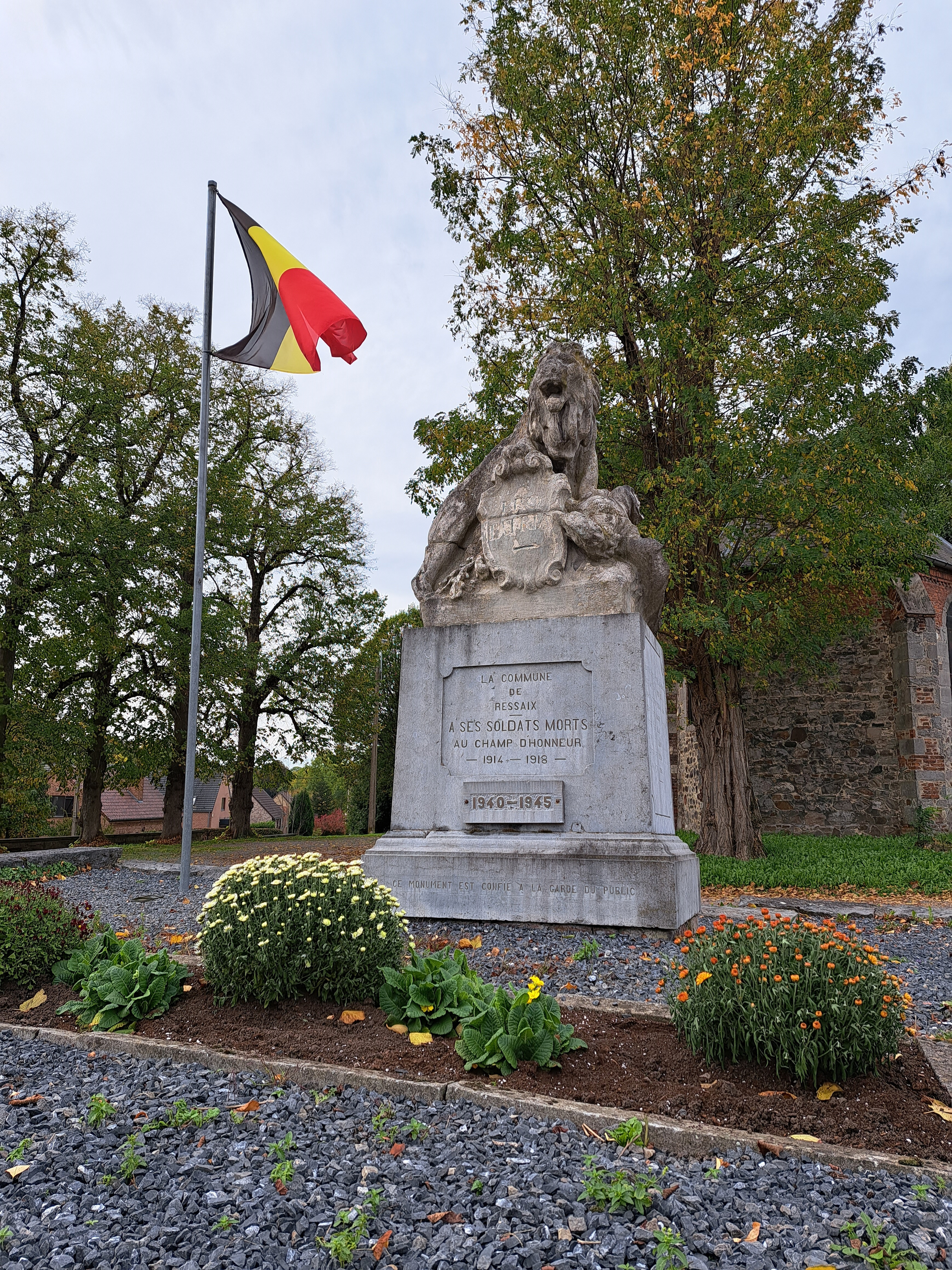
Monument commémoratif de la Grande Guerre.
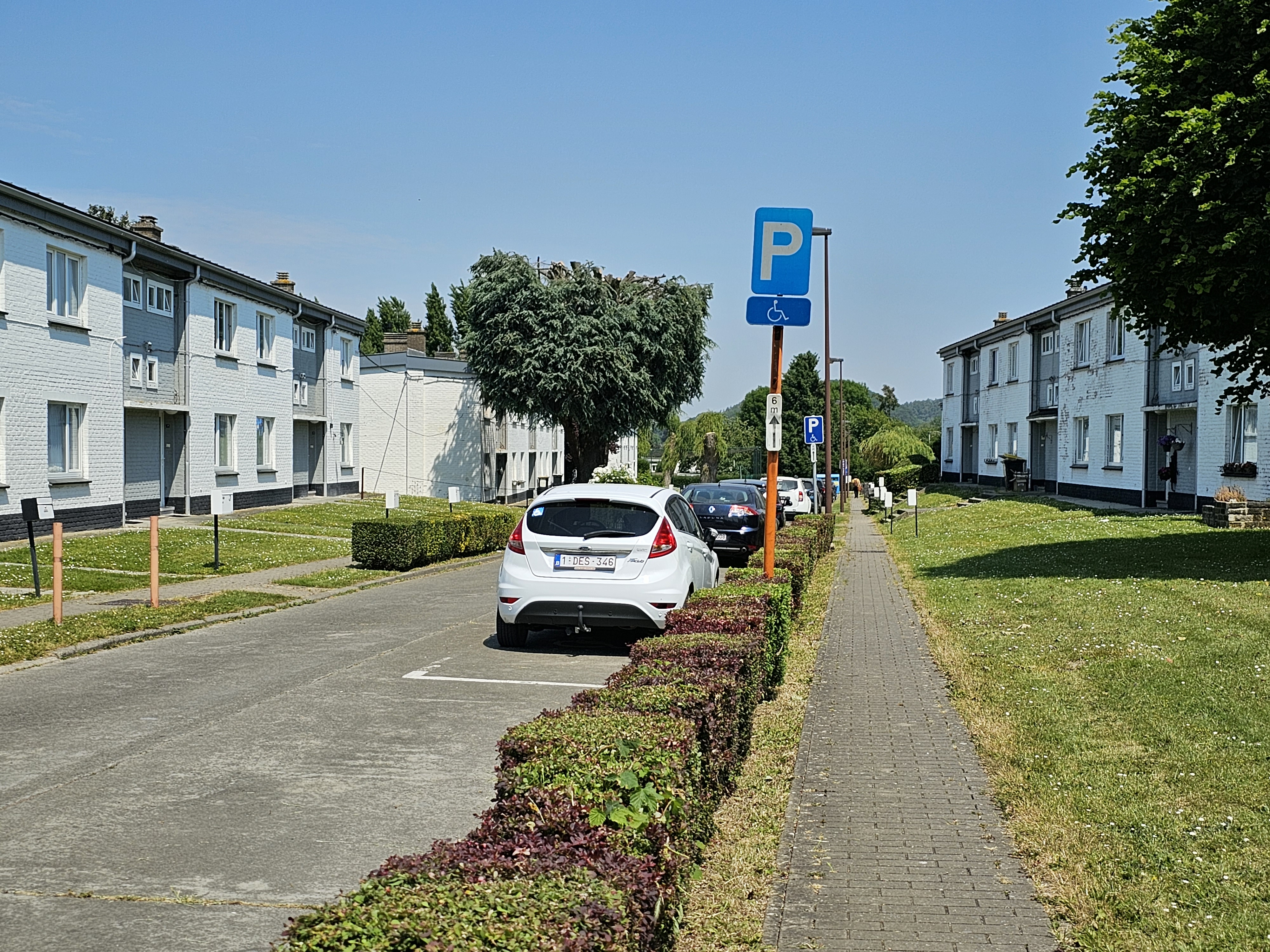
La cité Noël Lustre.